# Biston breigneti
Biston breigneti là một loài bướm đêm trong họ Geometridae.